# 카이우 조르즈
카이우 조르지 핀투 하무스(Kaio Jorge Pinto Ramos, 2002년 1월 24일 ~ )는 브라질의 축구 선수로, 포지션은 스트라이커이다. 현재 이탈리아 세리에 A의 프로시노네 소속이다.

## 여담
그의 아버지 조르지 하무스는 공격수로 활약한 축구 선수였다.

## 수상

### 브라질 청소년 대표
- FIFA U-17 월드컵 : 2019

### 개인
- FIFA U-17 월드컵 브론즈부트 : 2019